# Samsung Galaxy A55 5G
Das Samsung Galaxy A55 5G ist ein Android-basiertes Smartphone der oberen Mittelklasse, das von Samsung als Teil der Galaxy A-Serie entwickelt und hergestellt wurde. Es wurde am 11. März 2024 zusammen mit dem Samsung Galaxy A35 5G vorgestellt.

## Design
Die Vorderseite besteht aus Corning Gorilla Glass Victus+. Die Rückseite besteht aus nicht näher spezifiziertem Gorilla Glass, und der Rahmen ist aus Aluminium gefertigt. Das Galaxy A55 5G bietet zudem IP67-Zertifizierung für Staub- und Wasserbeständigkeit.
Das Design des Galaxy A55 5G ähnelt dem gesamten Galaxy-Ax5-Serie und zeichnet sich durch einen flachen Rahmen sowie das sogenannte „Key Island“ aus.
An der Unterseite des Smartphones befinden sich ein USB-C-2.0-Anschluss, zwei Mikrofone und ein Lautsprecher. An der Oberseite gibt es ein zusätzliches Mikrofon und, je nach Modell, entweder einen Hybrid-Dual-SIM-Schacht (SIM 1 + SIM 2 oder SIM 1 + microSD) oder einen Single-SIM-Schacht. Auf der rechten Seite befinden sich die Lautstärkewippe und der Power-Button.
Das Galaxy A55 5G wird in den folgenden Farben verkauft:
| Farbe | Name            |
| ----- | --------------- |
|       | Awesome Iceblue |
|       | Awesome Navy    |
|       | Awesome Lilac   |
|       | Awesome Lemon   |

## Spezifikationen

### Plattform
Das Galaxy A55 5G ist mit dem hauseigenen Exynos 1480 SoC ausgestattet, der die Xclipse 530 GPU enthält. Diese wurde in Zusammenarbeit mit AMD entwickelt und basiert auf der RDNA 2-Architektur.

### Batterie
Das Smartphone verfügt über einen nicht entfernbaren Li-Ionen-Akku mit 5000 mAh und unterstützt 25-W-Schnellladen.

### Kamera
Das Galaxy A55 5G verfügt über eine Dreifach-Rückkamera, die eine 50-MP-Weitwinkelkamera (Sony IMX906) mit f/1.8-Blende, Phasenerkennungs-Autofokus und optischer Bildstabilisierung umfasst; eine 12-MP-Ultraweitwinkelkamera (Sony IMX258) mit f/2.2-Blende und einem Sichtfeld von 123° sowie eine 5-MP-Makrokamera mit f/2.4-Blende. Zudem ist das Smartphone mit einer 32-MP-Frontkamera (Sony IMX616) mit Weitwinkelobjektiv und f/2.2-Blende ausgestattet. Sowohl die Hauptkamera als auch die Frontkamera können Videos in 4K-Auflösung mit 30 Bildern pro Sekunde aufnehmen.